# Sakura (lớp tàu khu trục)
Lớp tàu khu trục Sakura (tiếng Nhật: 櫻型駆逐艦 - Sakuragata kuchikukan) là một lớp bao gồm hai tàu khu trục hạng nhì của Hải quân Đế quốc Nhật Bản được chế tạo trước Chiến tranh Thế giới thứ nhất. Cả hai chiếc đã được bố trí hoạt động thành công tại nước ngoài trong Thế Chiến I, và tiếp tục phục vụ cho đến khi bị tháo dỡ vào năm 1932.

## Bối cảnh
Cho dù không có khả năng được cấp ngân quỹ trong năm tài chính 1907 cho việc chế tạo thêm tàu khu trục thuộc lớp Umikaze, vốn đắt tiền do kích cỡ lớn và động cơ turbine nhập khẩu, Hải quân Đế quốc Nhật Bản cũng không sẵn lòng đặt mua thêm ba chiếc thuộc lớp Kamikaze như đề nghị của chính phủ. Trong một giải pháp thỏa hiệp, Hải quân đồng ý chế tạo hai tàu khu trục cỡ trung thay thế.
Cả hai được thiết kế và chế tạo tại Xưởng hải quân Maizuru ở Nhật Bản.

## Thiết kế
Những chiếc trong lớp Sakura có trọng lượng rẽ nước chỉ bằng nữa so với lớp Umikaze trước đó, nhưng có cùng thiết kế lườn căn bản. Ở bề ngoài, thiết kế thay đổi từ bốn xuống còn ba ống khói, vốn là lần đầu tiên đối với Hải quân Nhật. Ở bên trong, kiểu động cơ turbine hơi nước Parsons đốt dầu nặng đầy bất trắc của lớp Umikaze được thay thế bởi kiểu động cơ hơi nước ba buồng bành trướng đặt dọc đốt than tiêu chuẩn, vốn có độ tin cậy và hiệu quả tiêu thụ nhiên liệu tốt hơn. Công suất động cơ thấp 9.500 mã lực cho phép con tàu đạt được tốc độ tối đa 55,5 km/h (30 knot); tuy nhiên, hiệu suất tiêu thụ nhiên liệu tốt hơn giúp cho chúng có tầm hoạt động xa hơn, vốn là yếu tố mà hải quân Đế quốc Nhật Bản đang cần đến.
Vũ khí trang bị tương tự như của lớp Umikaze, với một khẩu hải pháo QF 119 mm (4,7 inch) Mk I – IV bố trí trên sàn tàu phía trước cầu tàu, và bốn khẩu hải pháo QF 12 pounder (76 mm/3 inch), một khẩu mỗi bên mạn tàu và hai khẩu phía đuôi tàu, cùng với hai cặp ống phóng ngư lôi 450 mm.

## Lịch sử hoạt động
Nhật Bản có năm mươi tàu khu trục hoạt động vào lúc bắt đầu Chiến tranh Thế giới thứ nhất. Mặc dù được dự định để hoạt động phòng vệ duyên hải, nhưng với việc lớp Umikaze có tầm hoạt động quá ngắn để có thể hoạt động ở nước ngoài, cũng như là mọi lớp tàu khu trục trước đó đều quá nhỏ hay quá cũ để hoạt động ở tuyến đầu, hai chiếc thuộc lớp tàu khu trục Sakura trở thành những tàu khu trục hàng đầu tiên tiến nhất của Nhật Bản vào giai đoạn mở đầu của cuộc chiến tranh. Cả hai được bố trí hoạt động rộng rãi tại nước ngoài như là phần đóng góp của Nhật Bản vào những nỗ lực chung trong những thỏa thuận của Liên minh Anh-Nhật.
Những chiếc trong lớp Sakura được đánh giá lại là những tàu khu trục hạng nhì vào ngày 28 tháng 8 năm 1912, và tiếp tục phục vụ cho đến khi nghỉ hưu vào ngày 1 tháng 4 năm 1932.

## Những chiếc trong lớp
| Tàu            | Đặt lườn            | Hạ thủy              | Hoạt động           | Số phận                     |
| Sakura (櫻)    | 31 tháng 3 năm 1911 | 20 tháng 12 năm 1911 | 21 tháng 5 năm 1912 | Nghỉ hưu 1 tháng 4 năm 1932 |
| Tachibana (橘) | 29 tháng 4 năm 1911 | 27 tháng 1 năm 1912  | 25 tháng 6 năm 1912 | Nghỉ hưu 1 tháng 4 năm 1932 |